# 土耳其工人党 (2017年)
土耳其工人党（土耳其語：Türkiye İşçi Partisi，缩写为TİP）是土耳其的一个共产主义政党。该党成立于2017年11月7日，由原土耳其人民共产党的成员联合其他左翼力量建立。2018年，该党的4名成员以人民民主党候选人的名义当选土耳其大国民议会议员。
2021年，托洛茨基主义组织红色加入该党。2022年，第四国际土耳其支部争取社会主义民主新道路加入该党。